# محمد الحداري
محمد بن شبيب الحداري السليمي الحربي (1919 - 10 يوليو 2017) شاعر سعودي مخضرم ويعتبر من أشهر الشعراء في الخليج العربي , حيث عرف بقصائده التي رددتها الأجيال.

## عن حياته
محمد الحداري من مواليد الرياض عام 1340هـ الموافق 1919م أحب الشعر في وقتٍ مبكرٍ من عمره، وأجاد شعر المحاورة والنظم إلا أنه اعتزل المحاورة أخيرًا، وبقي يقول النظم بجميع أنواعه وأغراضه ويعتبر شاعر مخضرم يمتاز شعره بجزالة اللفظ وسهولة الحفظ، ورغم بُعده عن الاعلام إلا أن شعره انتشر بين الناس نظراً لجزالته.

## وفاته
توفي صباح يوم الإثنين 10 يوليو 2017 عن عمر يناهز 98 عامًا ولقد تمت الصلاة عليه بمسجد الراجحي في مدينة الرياض ودفن بها.